# Robert T. Secrest

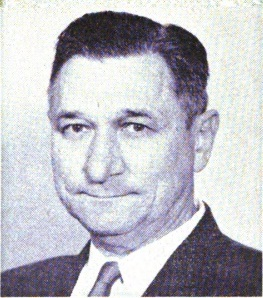
Robert T. Secrest (1963)

Robert Thompson Secrest  (* 22. Januar 1904 bei Senecaville, Ohio; † 15. Mai 1994 in Cambridge, Ohio) war ein US-amerikanischer Politiker. Zwischen 1933 und 1966 vertrat er dreimal den Bundesstaat Ohio im US-Repräsentantenhaus.

## Werdegang
Robert Secrest besuchte die öffentlichen Schulen seiner Heimat und danach bis 1926 das Muskingum College in New Concord. In den Jahren 1931 und 1932 leitete er die Schulen in Murray City. Zur gleichen Zeit war er als Mitglied der Demokratischen Partei Abgeordneter im Repräsentantenhaus von Ohio. Im Jahr 1938 studierte er während seiner Zeit als Kongressabgeordneter Jura. Bis 1943 war er auch an der Columbia University in New York City eingeschrieben. Außerdem belegte er einige Kurse an englischen Universitäten.
Bei den Kongresswahlen des Jahres 1932 wurde Secrest im 15. Wahlbezirk von Ohio in das US-Repräsentantenhaus in Washington, D.C. gewählt, wo er am 4. März 1933 die Nachfolge des Republikaners C. Ellis Moore antrat. Nach vier Wiederwahlen konnte er bis zu seinem Rücktritt am 3. August 1942 im Kongress verbleiben. Während dieser Zeit wurden dort die New-Deal-Gesetze der Roosevelt-Regierung verabschiedet. Im Jahr 1935 wurden erstmals die Bestimmungen des 20. Verfassungszusatzes angewendet, wonach die Legislaturperiode des Kongresses jeweils am 3. Januar endet bzw. beginnt. Seit 1941 war auch die Arbeit des Kongresses von den Ereignissen des Zweiten Weltkrieges geprägt.
Secrets Rücktritt erfolgte, weil er als Offizier der US Navy am Weltkrieg teilnahm. Dabei war er in England, Afrika, Italien und im Pazifik eingesetzt. 1946 bewarb er sich erfolglos um die Rückkehr in den Kongress. In den Jahren 1946 und 1947 war er Rechtsberater der Library of Congress. Bei den Wahlen des Jahres 1948 wurde Secrest erneut im 15. Distrikt seines Staates in den Kongress gewählt, wo er am 3. Januar 1949 Percy W. Griffiths ablöste, der dort 1943 sein Nachfolger geworden war. Nach zwei Wiederwahlen konnte er bis zu seinem Rücktritt am 26. September 1954 im US-Repräsentantenhaus verbleiben. Diese Zeit war von den Ereignissen des Kalten Krieges, der Koreakrieges und innenpolitisch der beginnenden Bürgerrechtsbewegung bestimmt.
Von 1954 bis 1961 war Secrest Mitglied der Federal Trade Commission; im Jahr 1962 amtierte er als Handelsminister des Staates Ohio. Bei den Wahlen des Jahres 1962 wurde er erneut in den Kongress gewählt. Nach einer Wiederwahl konnte er dort bis zu seinem Rücktritt am 30. Dezember 1966 verbleiben. Sein Rücktritt erfolgte vier Tage vor dem Ablauf der Legislaturperiode, nachdem er bei den vorangegangenen Wahlen im November 1966 nicht bestätigt worden war. In diese Zeit fielen weitere Ereignisse der Bürgerrechtsbewegung und der Beginn des Vietnamkrieges.
Zwischen 1969 und 1973 gehörte Secrest dem Senat von Ohio an; von 1978 bis 1987 war er Mitglied im Bundesvorstand der Veteranenorganisation American Legion. Er starb am 15. Mai 1994 im Alter von 90 Jahren in Cambridge und wurde in Senecaville beigesetzt.